# Sigaloseps
Sigaloseps – rodzaj jaszczurek z podrodziny Eugongylinae w rodzinie scynkowatych (Scincidae).

## Zasięg występowania
Rodzaj obejmuje gatunki występujące na Nowej Kaledonii. 

## Systematyka

### Etymologia
Sigaloseps: gr. σιγαλοεις sigaloeis „lśniący, błyszczący”; σηπς seps, σηπος sepos „rodzaj jaszczurki”.

### Podział systematyczny
Do rodzaju należą następujące gatunki: 
- Sigaloseps balios
- Sigaloseps conditus
- Sigaloseps deplanchei
- Sigaloseps ferrugicauda
- Sigaloseps pisinnus
- Sigaloseps ruficauda